# 神龟峡
神龟峡位于中国重庆市黔江区阿蓬江镇和酉阳土家族苗族自治县苍岭镇大河口之间的阿蓬江中游，全长38.9千米，是阿蓬江峡谷的一部分。因峡口两山酷似雌雄双龟对卧而得名。
峡谷内滩险水急，两岸为高山绝壁，因而人迹罕至，较好地保存了原始风貌。直到1998年大河口水库建成蓄水后，库区通航，神龟峡内的景色才被世人发现。全程共有27道弯，28个门（即“一线天”）。